# Tridymit
Tridymit là một dạng đồng hình nhiệt độ cao của thạch anh và thường xuất hiện ở dạng tấm nhỏ hoặc các tinh thể giả sáu phương không màu trong các ốc đá phun trào felsic. Công thức hóa học của tridymit là SiO2. Tridymit được miêu tả đầu tiên năm 1868 và mẫu địa phương ở Hidalgo, Mexico. Tên của khoáng được đặt theo tiếng Hy Lạp tridymos bộ ba vì tridymit thường có sonh tinh ba đuôi.

## Cấu trúc

Cấu trúc tinh thể α-tridymit

β-tridymit

Tridymit có thể có bảy dạng kết tinh. Hai trong số đó là α và β. Pha α-tridymit hình thành ở nhiệt độ cao và nó chuyển thành β-cristobalit ở 1470 °C.
| Tên    | Đối xứng    | Nhóm không gian | T (°C)  |
| ------ | ----------- | --------------- | ------- |
| HP (β) | Sáu phương  | P63/mmc         | 460     |
| LHP    | Sáu phương  | P6322           | 400     |
| OC (α) | Thoi        | C2221           | 220     |
| OS     | Thoi        |                 | 100–200 |
| OP     | Thoi        | P212121         | 155     |
| MC     | Một nghiêng | Cc              | 22      |
| MX     | Một nghiêng | C1              | 22      |